# Lijst van Nederlandse films (1990-1999)
Dit is een lijst van Nederlandse films in de periode van 1990 t/m 1999, in chronologische volgorde.
| Titel                                      | Jaar   | Regisseur              | Acteurs                                                                              | Genre            | Bijzonderheden                                                                    |
| ------------------------------------------ | ------ | ---------------------- | ------------------------------------------------------------------------------------ | ---------------- | --------------------------------------------------------------------------------- |
| Alissa in Concert                          | 1990   | Erik van Zuylen        |                                                                                      | Muziek Drama     |                                                                                   |
| Krokodillen in Amsterdam                   | 1990   | Annette Apon           | Yolanda Entius, Annette Apon                                                         | Drama            | vertoond op het Filmfestival van Berlijn                                          |
| In krakende welstand                       | 1990   | Mijke de Jong          | Ottolien Boeschoten                                                                  | Docufilm         |                                                                                   |
| De gulle minnaar                           | 1990   | Mady Saks              | Peter Faber, Mariska van Kolck                                                       | Komedie Drama    |                                                                                   |
| Han de Wit                                 | 1990   | Joost Ranzijn          | Koen de Bouw, Nelly Frijda                                                           | Drama            | naar het boek Han de Wit gaat in ontwikkelingshulp van Heere Heeresma uit 1972.   |
| My Blue Heaven                             | 1990   | Ronald Beer            | Ruud de Wolf, Bo Bojoh                                                               | Drama            | over de Indonesische gemeenschap in Nederland                                     |
| Kracht                                     | 1990   | Frouke Fokkema         | Theu Boermans, Anneke Blok                                                           | Drama            | Gouden Kalf Regie                                                                 |
| Romeo                                      | 1990   | Rita Horst             | Monique van de Ven, Johan Leysen                                                     | Drama            | Gouden Kalf Actrice                                                               |
| Een vreemde liefde                         | 1990   | Edwin de Vries         |                                                                                      |                  |                                                                                   |
| Het Phoenix Mysterie                       | 1990   | Leonard Retel Helmrich | Liz Snoijink                                                                         | Drama            |                                                                                   |
| Spelen of sterven                          | 1990   | Frank Krom             | Geert Hunaerts                                                                       | Drama            |                                                                                   |
| Eline Vere                                 | 1991   | Harry Kumel            | Marianne Basler, Thom Hoffman                                                        | Drama            | Coproductie met België en Frankrijk                                               |
| Intensive care                             | 1991   | Dorna de Rouveroy      | Nada van Nie, Koen Wauters                                                           | Horror           |                                                                                   |
| De provincie                               | 1991   | Jan Bosdriesz          | Tamar van den Dop, Thom Hoffman                                                      | Drama            | naar het boek De Provincie van Jan Brokken                                        |
| Beertje Sebastiaan: De geheime opdracht    | 1991   | Frank Fehmers          |                                                                                      | Animatie         |                                                                                   |
| De onfatsoenlijke vrouw                    | 1991   | Ben Verbong            | Jose Way, Huub Stapel, Coen van Vrijberghe de Coningh                                | Erotiek Drama    |                                                                                   |
| De laatste sessie                          | 1991   | Hans Hylkema           |                                                                                      |                  |                                                                                   |
| De nacht van de wilde ezels                | 1991   | Pim de la Parra        | Liz Snoijink, Kenneth Herdigein                                                      | Drama            | Minimal movie                                                                     |
| Een dubbeltje te weinig                    | 1991   | André van Duren        | Boris Rodenko Doris Dagelet                                                          | Drama            |                                                                                   |
| Openbaringen van een slapeloze             | 1991   | Pim de la Parra        | Miguel Stigter, Liz Snoijink                                                         | Drama            |                                                                                   |
| Oh Boy!                                    | 1991   | Orlow Seunke           | Orlow Seunke, Kees van Kooten                                                        | Komedie          |                                                                                   |
| Elias of het gevecht met de nachtegalen    | 1991   | Klaas Rusticus         |                                                                                      |                  |                                                                                   |
| Het labyrint der lusten                    | 1991   | Pim de la Parra        |                                                                                      |                  |                                                                                   |
| De Johnsons                                | 1992   | Rudolf van den Berg    | Monique van de Ven, Esmée de la Bretonière                                           | Thriller Horror  |                                                                                   |
| De Noorderlingen                           | 1992   | Alex van Warmerdam     | Rudolf Lucieer, Jack Wouterse                                                        | Drama Komedie    |                                                                                   |
| Richting Engeland                          | 1992   | André van Duren        | Geert Lageveen Peter Faber                                                           | Drama            |                                                                                   |
| Voor een verloren soldaat                  | 1992   | Roeland Kerbosch       | Andrew Kelly, Jeroen Krabbé                                                          | Oorlogsdrama     |                                                                                   |
| Flodder in Amerika!                        | 1992   | Dick Maas              | Nelly Frijda, Huub Stapel                                                            | Komedie          |                                                                                   |
| Transit                                    | 1992   | Eddy Terstall          |                                                                                      | Drama            |                                                                                   |
| Ik ga naar Tahiti                          | 1992   | Gerard Verhage         | Hans Dagelet                                                                         | Drama Oorlog     |                                                                                   |
| Boven de bergen                            | 1992   | Digna Sinke            | Roos Blauwboer, Catherine ten Bruggencate                                            | Drama            |                                                                                   |
| De zondagsjongen                           | 1992   | Pieter Verhoeff        | Tom van Hezik, Rik van Uffelen                                                       | Drama            |                                                                                   |
| Ivanhood                                   | 1992   | Paul Ruven             | Christo van Klaveren Carine Korteweg                                                 | Komedie Drama    |                                                                                   |
| Rooksporen                                 | 1992   | Frans van de Staak     | Peter Blok Marlies Heuer                                                             | Drama            |                                                                                   |
| De bunker                                  | 1992   | Gerard Soeteman        | Thom Hoffman                                                                         | Drama Oorlog     |                                                                                   |
| Het Zakmes                                 | 1992   | Ben Sombogaart         | Olivier Tuinier Verno Romney                                                         | Jeugd            | naar het boek van Sjoerd Kuyper Gouden Kalf Regie                                 |
| Angie                                      | 1993   | Martin Lagestee        | Annemarie Rottgering, Daniel Boissevain                                              | Drama            |                                                                                   |
| De drie beste dingen in het leven          | 1993   | Ger Poppelaars         | Loes Wouterson, Victor Low                                                           | Drama Komedie    |                                                                                   |
| Hartverscheurend                           | 1993   | Mijke de Jong          | Marieke Heebink, Mark Rietman                                                        | Drama            |                                                                                   |
| Oeroeg                                     | 1993   | Hans Hylkema           | Rik Launspach, Martin Schwab                                                         | Drama            |                                                                                   |
| Belle van Zuylen - Madame de Charrière     | 1993   | Digna Sinke            | Will van Kralingen                                                                   | Historisch Drama |                                                                                   |
| De tussentijd                              | 1993   | Marianna Dikker        | Amanda ooms Jules Hamel                                                              | Drama            |                                                                                   |
| Op afbetaling                              | 1993   | Frans Weisz            | Gijs Scholten van Aschat                                                             | Drama            |                                                                                   |
| Het is een schone dag geweest              | 1993   | Jos de Putter          |                                                                                      |                  |                                                                                   |
| Vals licht                                 | 1993   | Theo van Gogh          | Amanda Ooms, Thom Hoffman                                                            | Drama            |                                                                                   |
| De kleine blonde dood                      | 1993   | Jean van de Velde      | Antonie Kamerling, Olivier Tuinier                                                   | Drama            | naar het boek van Boudewijn Büch Gouden Kalf beste film                           |
| Wildgroei                                  | 1993   | Frouke Fokkema         | Hilde van Mieghem, Thom Hoffman                                                      | Drama            |                                                                                   |
| De zevende hemel                           | 1993   | Jean-Paul Lilienfeld   | Urbanus, Renée Soutendijk                                                            | Komedie          | Belgische coproductie                                                             |
| The Mozart Bird                            | 1993   | Ian Kerkhof            | Daniel Daran, Stacey Grace                                                           | Drama Romantiek  |                                                                                   |
| Daens (film)                               | 1993   | Stijn Coninx           | Jan Decleir Antje De Boeck Michael Pas                                               | Drama Romantiek  | Coproductie met België en Frankrijk                                               |
| De flat                                    | 1994   | Ben Verbong            | Renée Soutendijk                                                                     | Drama Thriller   |                                                                                   |
| 06                                         | 1994   | Theo van Gogh          | Arianne Schluter, Ad van Kempen                                                      | Drama            |                                                                                   |
| De vlinder tilt de kat op                  | 1994   | Willeke van Ammelrooy  | Arjan Kindermans, Marjolein Beumer                                                   | Drama            |                                                                                   |
| Oude Tongen                                | 1994   | Gerardjan Rijnders     | Catherine ten Bruggencate Mark Rietman                                               | Drama            |                                                                                   |
| Rock 'n' Roll Junkie                       | 1994   | Jan Eilander           | Herman Brood                                                                         | Documentaire     |                                                                                   |
| 1000 Rosen                                 | 1994   | Theu Boermans          | Marieke Heebink, Jaap Spijkers                                                       | Drama            | Won Gouden Kalf voor beste film                                                   |
| Eva                                        | 1994   | Theo van Gogh          |                                                                                      | Drama            |                                                                                   |
| De andere kant van de tunnel               | 1994   | Bob Entrop             |                                                                                      |                  |                                                                                   |
| De nietsnut                                | 1994   | Ab van Ieperen         | Pierre Bokma Jacques Bonnaffé                                                        | Drama            |                                                                                   |
| Aletta Jacobs: Het hoogste streven         | 1995   | Nouchka van Brakel     |                                                                                      |                  |                                                                                   |
| De Tasjesdief                              | 1995   | Maria Peters           | Olivier Tuinier                                                                      | Jeugddrama       |                                                                                   |
| Eenmaal geslagen, nooit meer bewogen       | 1995   | Gerard Verhage         | Jack Wouterse Ineke Veenhoven                                                        | Drama            |                                                                                   |
| De Vliegende Hollander                     | 1995   | Jos Stelling           | René Groothof                                                                        | Drama            |                                                                                   |
| Lang Leve de Koningin                      | 1995   | Esmée Lammers          | Monique van de Ven, Derek de Lint                                                    | Jeugd            | Won Gouden Kalf voor beste film                                                   |
| Zusje                                      | 1995   | Robert Jan Westdijk    | Kim van Kooten, Roeland Fernhout                                                     | Komedie Drama    | Won Gouden Kalf voor beste film                                                   |
| De jurk                                    | 1995   | Alex van Warmerdam     | Alex van Warmerdam                                                                   | Komedie Drama    |                                                                                   |
| Tot ziens!                                 | 1995   | Heddy Honigmann        | Johanna ter Steege Els Dottermans                                                    | Drama            | Belgische coproductie                                                             |
| Hoogste tijd                               | 1995   | Frans Weisz            | Rijk de Gooyer                                                                       | Drama            |                                                                                   |
| De schaduwlopers                           | 1995   | Peter Dop              | Pierre Bokma                                                                         | Drama Komedie    |                                                                                   |
| Walhalla                                   | 1995   | Eddy Terstall          |                                                                                      |                  |                                                                                   |
| Flodder 3                                  | 1995   | Dick Maas              | Nelly Frijda Stefan de Walle                                                         | Komedie          |                                                                                   |
| Antonia                                    | 1995   | Marleen Gorris         | Willeke van Ammelrooy                                                                | Drama            | Ook wel Antonia's Line genoemd, won een Oscar                                     |
| Filmpje!                                   | 1995   | Paul Ruven             | Paul de Leeuw                                                                        | Komedie          |                                                                                   |
| Brylcream Boulevard                        | 1995   | Robbe De Hert          | Gert Jan Droge Babette van Veen                                                      | Komedie / Drama  |                                                                                   |
| Laagland                                   | 1996   | Jolanda Entius         | Marcel Musters Lineke Rijxman                                                        | Drama Komedie    |                                                                                   |
| Charlotte Sophie Bentinck                  | 1996   | Ben Verbong            |                                                                                      |                  |                                                                                   |
| Advocaat van de hanen                      | 1996   | Gerrit van Elst        | Pierre Bokma                                                                         |                  |                                                                                   |
| Blind date                                 | 1996   | Theo van Gogh          |                                                                                      |                  |                                                                                   |
| De zeemeerman                              | 1996   | Frank Herrebout        | Daniel Boissevain Gonny Gaakeer                                                      | Komedie          |                                                                                   |
| Gordel van smaragd                         | 1996   | Orlow Seunke           | Esmée de la Bretonnière                                                              | Drama            |                                                                                   |
| Naar de klote!                             | 1996   | Ian Kerkhof            | Tygo Gernandt, Thom Hoffman                                                          | Drama            | Eerste film over de hardcorescene in Nederland                                    |
| Hufters & hofdames                         | 1996   | Eddy Terstall          |                                                                                      |                  |                                                                                   |
| Marrakech                                  | 1996   | Michiel van Jaarsveld  |                                                                                      |                  |                                                                                   |
| De nieuwe moeder                           | 1996   | Paula van der Oest     |                                                                                      |                  | Estse coproductie                                                                 |
| Tasten in het duister                      | 1996   | Stephan Brenninkmeijer |                                                                                      |                  |                                                                                   |
| De jongen die niet meer praatte            | 1996\| | Ben Sombogaart         |                                                                                      |                  |                                                                                   |
| O Amor Natural                             | 1996   | Heddy Honigmann        |                                                                                      |                  |                                                                                   |
| Het Geheim van de Zonnesteen               | 1996   | Carlo Boszhard         | Carlo Boszhard                                                                       | Avontuur         |                                                                                   |
| De langste reis                            | 1996   | Pieter Verhoeff        |                                                                                      |                  |                                                                                   |
| All Stars                                  | 1997   | Jean van de Velde      | Antonie Kamerling                                                                    | Komedie Drama    |                                                                                   |
| Karakter                                   | 1997   | Mike van Diem          | Fedja van Huêt, Jan Decleir                                                          | Drama            | Won een Oscar                                                                     |
| Broos                                      | 1997   | Mijke de Jong          |                                                                                      |                  |                                                                                   |
| De Kersenpluk                              | 1997   | Arno Kranenborg        |                                                                                      |                  |                                                                                   |
| Mijn Franse tante Gazeuse                  | 1997   | Joram Lürsen           |                                                                                      |                  |                                                                                   |
| De verstekeling                            | 1997   | Ben van Lieshout       |                                                                                      |                  |                                                                                   |
| Lovely Liza                                | 1997   | Maria Peters           | Gonny Gaakeer Stijn Westenend                                                        | Drama            |                                                                                   |
| Vrijmarkt                                  | 1997   | Hans Hylkema           | Anneke Blok Jack Wouterse                                                            | Drama            |                                                                                   |
| De Vloek van Griebelstein                  | 1997   | Carlo Boszhard         | Carlo Boszhard Irene Moors                                                           | Avontuur Komedie |                                                                                   |
| De Parel van de Woestijn                   | 1997   | Carlo Boszhard         | Carlo Boszhard Irene Moors                                                           | Telekids         |                                                                                   |
| De trip van Teetje                         | 1998   | Paula van der Oest     | Cees Geel Thekla Reuten                                                              | Drama            |                                                                                   |
| Babylon                                    | 1998   | Eddy Terstall          |                                                                                      |                  |                                                                                   |
| Felice... Felice...                        | 1998   | Peter Delpeut          |                                                                                      |                  |                                                                                   |
| Het 14e kippetje                           | 1998   | Hany Abu-Assad         | Antonie Kamerling Thekla Reuten                                                      |                  |                                                                                   |
| Siberia                                    | 1998   | Robert Jan Westdijk    | Roeland Fernhout Hugo Metsers III                                                    |                  |                                                                                   |
| De Poolse bruid                            | 1998   | Karim Traida           | Monic Hendricx Jaap Spijkers                                                         | Drama            |                                                                                   |
| Licht of Waar blijft het Licht             | 1998   | Stijn Coninx           | Francesca Vanthielen Rick Engelkes                                                   |                  | Belgisch-Nederlands-Duits-Deense coproductie                                      |
| De pijnbank                                | 1998   | Theo van Gogh          | Paul de Leeuw Roeland Fernhout                                                       | Drama Misdaad    |                                                                                   |
| fl 19,99                                   | 1998   | Mart Dominicus         | Thomas Acda o.a.                                                                     | Komedie          |                                                                                   |
| Left Luggage                               | 1998   | Jeroen Krabbé          |                                                                                      | Drama            | Engelstalig                                                                       |
| Temmink: The Ultimate Fight                | 1998   | Boris Paval Conen      | Jack Wouterse                                                                        | Actie Drama      |                                                                                   |
| Blazen tot honderd                         | 1998   | Peter van Wijk         |                                                                                      |                  |                                                                                   |
| Madelief, krassen in het tafelblad         | 1998   | Ineke Houtman          | Thomas Acda                                                                          |                  |                                                                                   |
| Kleine Teun                                | 1998)  | Alex van Warmerdam     | Alex van Warmerdam Annet Malherbe                                                    | Komedie Drama    |                                                                                   |
| De Ziener                                  | 1998   | Gerrit van Elst        | Porgy Franssen Carine Crutzen Gijs Naber                                             | Drama            | naar de roman van en ter gelegenheid van het 100e geboortejaar van Simon Vestdijk |
| Het glinsterend pantser                    | 1998   | Maarten Treurniet      | Gijs Scholten van Aschat Sander Vastenhout Thom Hoffman Victor Löw Tamar van den Dop | Drama            | naar de roman van en ter gelegenheid van het 100e geboortejaar van Simon Vestdijk |
| Ivoren Wachters                            | 1998   | Dana Nechushtan        | Stijn Westenend Roef Ragas Gwen Eckhaus Cees Geel Carice van Houten                  | Drama            | naar de roman van en ter gelegenheid van het 100e geboortejaar van Simon Vestdijk |
| Total loss                                 | 1998   | Dana Nechustan         |                                                                                      |                  |                                                                                   |
| Abeltje                                    | 1998   | Ben Sombogaart         | Rick van Gastel Soraya Smith Frits Lambrechts Marisa van Eyle Annet Malherbe         | Jeugdfilm        | naar het boek van Annie M.G. Schmidt Gouden Kalf beste film                       |
| Kruimeltje                                 | 1999   | Maria Peters           | Thekla Reuten Rick Engelkes                                                          | Jeugdfilm        | naar het boek van Chris van Abkoude                                               |
| De boekverfilming                          | 1999   | Eddy Terstall          | Dirk Zeelenberg                                                                      | Komedie          |                                                                                   |
| Dropouts                                   | 1999   | Will Wissink           | Zebi Damen                                                                           | Drama            |                                                                                   |
| Man, vrouw, hondje                         | 1999   | Nicole van Kilsdonk    | Kees Brusse                                                                          |                  |                                                                                   |
| Suzy Q                                     | 1999   | Martin Koolhoven       | Carice van Houten Jack Wouterse                                                      | Drama            | Telefilm Twee Gouden Kalveren                                                     |
| De trein van zes uur tien                  | 1999   | Frank Ketelaar         |                                                                                      |                  |                                                                                   |
| Maten                                      | 1999   | Pieter Verhoeff        |                                                                                      |                  |                                                                                   |
| Cowboy uit Iran                            | 1999   | Ilse Somers            |                                                                                      |                  |                                                                                   |
| No Trains No Planes                        | 1999   | Jos Stelling           | Katja Schuurman Kees Prins                                                           |                  |                                                                                   |
| Missing Link                               | 1999   | Ger Poppelaars         | Thomas Acda Tamar van der Dop                                                        | Jeugd Drama      | Gouden Kalf Scenario                                                              |
| Jezus is een Palestijn                     | 1999   | Lodewijk Crijns        | Hans Teeuwen Kim van Kooten                                                          | Komedie Drama    |                                                                                   |
| Nachtvlinder                               | 1999   | Herman van Veen        | Babette van Veen Herman van Veen                                                     | Drama            |                                                                                   |
| Baantjer: De Cock en de wraak zonder einde | 1999   | Alain de Levita        | Piet Römer Victor Reinier                                                            | Drama Misdaad    |                                                                                   |
| De rode zwaan                              | 1999   | Martin Lagestee        | Sanne Himmelreich Rufus Heikens                                                      | Jeugd Drama      |                                                                                   |
| Lef                                        | 1999   | Ron Termaat            | Viggo Waas Rick Engelkes                                                             | Drama Komedie    |                                                                                   |
| Unter den Palmen                           | 1999   | Miriam Kruishoop       | Thom Hoffman Udo Kier                                                                | Drama            | Openingsfilm Nederlands Filmfestival                                              |
| Het Monster van Toth                       | 1999   | Carlo Boszhard         | Carlo Boszhard Irene Moors                                                           | Telekids         |                                                                                   |

1896-1909 · 1910-19 · 1920-29 · 1930-39 · 1940-49 · 1950-59 · 1960-69 · 1970-79 · 1980-89 · 1990-99 · 2000-09 · 2010-19
· 2020-29